# Universitas Indonesia
De Universiteit van Indonesië (Indonesisch: Universitas Indonesia, afgekort als UI) is een Indonesische universiteit die gevestigd is in Jakarta en Depok.

## Geschiedenis

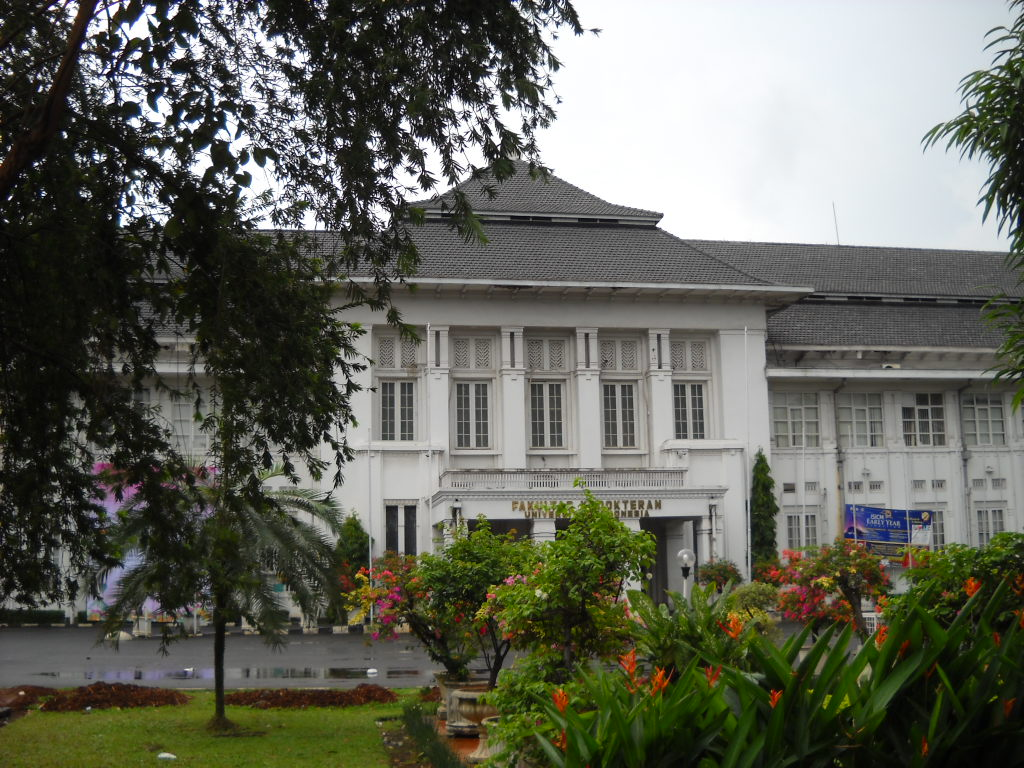
Faculteit Geneeskunde van Universitas Indonesia in Jakarta

Enkele dagen na de proclamatie van de onafhankelijkheid van Indonesië op 17 augustus 1945 richtte de Indonesische regering de "Balai Perguruan Tinggi Republik Indonesia" (BPTRI), het "Instituut voor hoger onderwijs van de Republiek Indonesië" op in Jakarta. Deze bestond uit faculteiten voor geneeskunde en farmacie, letteren en rechten. Nog hetzelfde jaar studeerden 90 artsen af. Toen eind 1945 het Nederlandse koloniale leger Jakarta bezette, werd de BPTRI verplaatst naar Klaten, Surakarta, Soerabaja en Malang.
Intussen richtte de Nederlandse koloniale regering, die in 1946 de grote steden en hun omgeving in Indonesië bezet had, een "Nood Universiteit" op in Jakarta. In 1947 werd de naam veranderd in "Universiteit van Indonesië" (UvI). Na het eind van de Indonesische onafhankelijkheidsoorlog, toen Jakarta opnieuw de hoofdstad van Indonesië werd, stelde de regering in februari 1950 een staatsuniversiteit in in Jakarta, "Universiteit Indonesia" genaamd, bestaand uit onderdelen van BPTRI en de UvI. De naam "Universiteit Indonesia" werd later gewijzigd in Universitas Indonesia (UI).
In 1950 had de UI meerdere vestigingen met faculteiten in Jakarta (geneeskunde, rechten en letteren), Bogor (landbouwkunde en diergeneeskunde), Bandung (technische, wiskunde en natuurwetenschappen), Surabaya (geneeskunde en tandheelkunde), en Makassar (economie). In 1954 werd de vestiging in Surabaya de Universitas Airlangga; in 1955 werd de vestiging in Makassar de Universitas Hasanuddin; in 1959 werd de vestiging in Bandung het Institut Teknologi Bandung (ITB, de Technische Universiteit Bandung), terwijl de School for Physical Education, ook gevestigd in Bandung, onderdeel werd van de Padjajaran Universiteit in 1960. In 1963 werd de vestiging in Bogor het Institut Pertanian Bogor (IPB, de Landbouwuniversiteit Bogor) en de Faculty of Education (FKIP) in Jakarta werd IKIP-Jakarta.
In wezen was de UI de moeder van verscheidene universiteiten. In 1965 bestond de UI uit drie vestigingen, alle in Jakarta: de Salemba Campus (geneeskunde, tandheelkunde, economie, technische, wiskunde en natuurwetenschappen, en de Graduate School), de Rawamangun Campus (letteren, rechtsgeleerdheid, sociale wetenschappen en psychologie) en de Pegangsaan Campus (Public Health en onderdelen van geneeskunde).
Per regeringsdecreet van 26 december 2000 is de status van de universiteit gewijzigd van een publieke universiteit in een autonome publieke universiteit, met een toename van de aandacht voor efficiency, effectiviteit, accountability en transparantie.

## Faculteiten
De universiteit bestaat uit 14 faculteiten die cursussen verzorgen op het bachelor-, master- en postdoctoraal niveau.
| - Faculteit Geneeskunde (FK) - Faculteit Tandheelkunde (FKG) - Faculteit Wiskunde en Natuurwetenschappen (FMIPA) - Faculteit Ingenieurswetenschappen (FT) - Faculteit Recht (FH) - Faculteit Economie en Bedrijfskunde (FEB) - Faculteit Geesteswetenschappen (FIB) - Faculteit Psychologie (FPsi) |  | - Faculteit Sociale en Politieke Wetenschappen (FISIP) - Faculteit Computerwetenschappen (Fasilkom) - Faculteit Volksgezondheid (FKM) - Faculteit Verpleegkunde (FIK) - Faculteit Farmacie (FF) - Faculteit Administratieve Wetenschappen (FIA) - School voor Milieuwetenschappen (SIL) - School voor Strategische en Mondiale Studies (SKSG) - Programma Beroepsonderwijs (Vokasi) |

## Verbonden
- Piet Zoetmulder (1906-1995), als hoogleraar vergelijkende taalwetenschap (aan de toenmalige Letterenfaculteit)
- Cornelis Franciscus Scheffer (1911-1979), als hoogleraar Economie
- Gertrudes Johannes Resink (1911-1997), als hoogleraar Rechten
- Soe Hok Gie (1942-1969), als student, politiek activist
- Ayu Utami (1968), als student, later journalist en schrijfster